# Bystrická dolina (Kysuce)
Bystrická dolina leží v Kysucké vrchovině ve východní části Kysuc v okrese Čadca. Je pojmenována podle řeky Bystrica, která tvoří přirozenou osu území a přibírá všechny přítoky z této oblasti.

## Vymezení
Dolina zabírá celé povodí Bystrice, od pramenné oblasti na východním okraji Kysucké vrchoviny až po ústí řeky do Kysuce při Krásne nad Kysucou. Její střední část zabírá Bystrická brázda, západní okraj patří do podcelku Krasňanská kotlina. 

## Osídlení
Dolina patří mezi hustě osídlené území a to zejména v dolní (západní) a střední části, kde se nacházejí hustě obydlené obce. Při ústí Bystrice leží město Krásno nad Kysucou, proti proudu řeky jsou to pak obce Zborov nad Bystricou, Klubina, Stará Bystrica, Radôstka a Nová Bystrica. Charakteristické láznické osídlení je v této části Kysuc zastoupeno méně.

## Doprava
Územím vede hlavní spojnice Kysuc a Oravy, silnice II / 520, na kterou se napojují všechny obce regionu. Významnou turistickou atrakcí regionu je Historická lesní úvraťová železnice (Vychylovka).

## Turismus
Bystrická dolina je atraktivní turistickou oblastí, patřící do CHKO Kysuce. Největšími lákadly je Muzeum kysucké dědiny s lesní železničkou, orloj i rozhledna ve Staré Bystrici, či Kysucká cyklomagistrála s napojením na Oravu, Terchovskou dolinu i Polsko. Oblíbený pro horská kola je okruh kolem Vodní nádrže Nová Bystrica a celá oblast je známá hojným výskytem hub. 